# Coptodera johorensis
Coptodera (Coptoderina) johorensis – gatunek chrząszcza z rodziny biegaczowatych i podrodziny Lebiinae.

## Taksonomia
Gatunek opisany został w 2010 roku przez Ericha Kirschenhofera. Nazwa gatunkowa pochodzi od miejsca odłowienia holotypu. Holotypem jest samica odłowiona w 2002 roku.

## Opis
Osiąga 8 mm długości i 3,7 mm szerokości ciała. Głowa i przedplecze rudobrązowe z czarnym raczej szerokim pasem, biegnącym od nasady nadustka przez środek głowy i całe przedplecze. pokrywy czarne z rudożółtym obrzeżeniem i dwoma rudożółtymi plamami na każdej. Przednie plamy przykrywają międzyrzędy od 3 do 8, a tylne od 2 do 4. Nadustek, głaszczki i stopy rudożółte. Czułka ciemno-rudożółte z ciemniejszymi segmentami 1 i 3. Uda i golenie ciemniejsze, przy czym golenie przednich nóg rozjaśnione po stronie wewnętrznej. Przedplecze 1,93 razy tak szerokie jak długie. Pokrywy szerokoowalne, słabo wypukłe o międzyrzędach wypukłych i gładkich. Trzeci międzyrząd z 3 uszczecinionymi punktami.

## Występowanie
Gatunek ten jest endemitem Malezji.